# Víctor Hugo Cárdenas
Víctor Hugo Cárdenas Conde  né le 4 juin 1951 à Viacha , La Paz, en Bolivie, est un homme politique, professeur d'université et consultant bolivien d'origine aymara. Il est le chef du Mouvement révolutionnaire de libération Túpac Katari, un parti politique. Il est vice-président de la Bolivie de 1993 à 1997 pendant la première présidence de Gonzalo Sánchez de Lozada.
Son arrivée à la vice-présidence s'est faite grâce à une alliance politique formée par le Mouvement révolutionnaire de libération Túpac Katari (MRTKL) et le Mouvement nationaliste révolutionnaire (MNR) aux fins des élections générales de 1993. Dans le gouvernement transitoire de Jeanine Áñez, il est nommé ministre de l'Éducation du 28 janvier 2020 au 19 octobre 2020.

## Famille et jeunesse
Cárdenas est le fils d'un topographe diplômé de l'université Mayor de San Andrés. Le patronyme de son père était d'origine Choquehuanca, or à cette époque, les Aymaras et les migrants des secteurs ruraux ont été victimes de discrimination et ne pouvaient pas entrer dans une université ou y avoir un poste quelconque. Le père changea son nom de famille de Choquehuanca en Cárdenas, peu de temps avant la naissance de son fils. Víctor Hugo Cárdenas est donc né légalement sous le nom de famille Cárdenas et au cours de sa vie, il se consacrera à la défense des droits des peuples indigènes de son pays.

## Vie politique

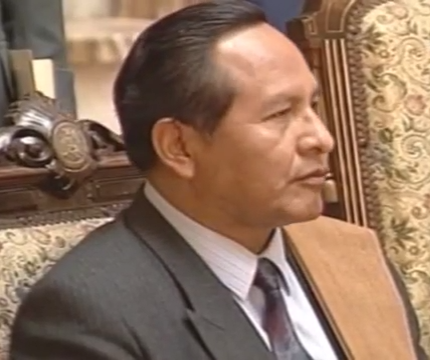
Victor Hugo Cárdenas, alors vice-président de Bolivie en 1993.

Cárdenas avec des politiciens locaux et internationaux, a été l'un des fondateurs de la Confederación Sindical Única de Trabajadores Campesinos de Bolivia (CSUTCB) , une entité qui regroupe les paysans indigènes de Bolivie.
Il est également l'un des idéologues et leader du mouvement katariste. Il a étudié à l'université Mayor de San Andrés avec des spécialisations en Espagne et aux États-Unis, dans lesquelles il a tenu des conférences internationales. Cárdenas parle d'autres langues que l'espagnol et l'aymara comme le quechua, le guaraní et l'anglais.
Il est un fervent opposant au gouvernement d'Evo Morales. Ce dernier l'a également critiqué, rappelant qu'il était vice-président aux côtés de Gonzalo Sánchez de Lozada lors de la privatisation d'entreprises publiques au moment de son gouvernement dans les années 1990.
Le 7 mars 2009, les membres de la communauté de Huatajata, dans la province d'Omasuyos s'en sont pris aux biens et à la famille de Cárdenas. Ce dernier a accusé Morales de ces attaques et a exigé des garanties.
Candidat aux élections générales de 2019, il prend pour colistier Humberto Peinado, un pasteur évangélique. Il propose notamment de légaliser le port d'armes, expliquant que les femmes pourraient ainsi se défendre contre d'éventuels agresseurs, de développer la culture de la coca et du cannabis à des fins médicinales, et s'oppose à l'avortement.
De janvier à octobre 2020, il est ministre de l'Éducation dans le gouvernement de la présidente Jeanine Áñez.